# Championnat du Costa Rica de football 1974-1975
Navigation
Saison précédente Saison suivante
La Primera División 1974-1975 est la cinquante-troisième édition de la première division costaricienne.
Lors de ce tournoi, le Deportivo Saprissa a conservé son titre de champion du Costa Rica face aux huit meilleurs clubs costariciens.
La saison était divisée en deux phases, lors de la première phase, chacun des neuf clubs participant était confronté deux fois aux huit autres équipes, puis les quatre meilleures et les cinq dernières équipes se sont affrontées deux fois de plus.
Seulement deux places étaient qualificatives pour la Coupe de la fraternité.

## Les 9 clubs participants
| \| San José: Deportivo México Deportivo Saprissa Universidad / LD Alajuelense CS Cartagines CS Herediano Limón North. I San José AD Ramonense I San José Municipal Turrialba I San José \| Localisation des clubs engagés dans le championnat. |
| San José: Deportivo México Deportivo Saprissa Universidad / LD Alajuelense CS Cartagines CS Herediano Limón North. I San José AD Ramonense I San José Municipal Turrialba I San José                                                           |

| Club                | Stade                        | Capacité          | Ville        |
| LD Alajuelense      | Stade Alejandro Morera Soto  | 17 900            | Alajuela     |
| CS Cartagines       | Stade José Rafael Meza       | 13 500            | Cartago      |
| CS Herediano        | Stade Eladio Rosabal Cordero | 8 100             | Heredia      |
| Limón Northern      | Stade Juan Gobán             | 3 000             | Puerto Limón |
| Deportivo México    | Stade inconnu                | Capacité inconnue | Guadalupe    |
| AD Ramonense        | Stade Carlos Roldan          | 5 000             | San Ramón    |
| Deportivo Saprissa  | Stade Ricardo Saprissa       | 23 100            | San José     |
| Municipal Turrialba | Stade Rafael Ángel Camacho   | 4 500             | Turrialba    |
| Universidad         | Stade Ecológico              | 1 800             | San José     |

## Compétition
Après les 16 premiers matchs, les quatre meilleures équipes et les cinq dernières joue les 6 et 8 matchs supplémentaires face aux autres équipes de leur moitié de tableau. Il n'y a pas eu de relégation lors de cette saison pour faire passer le nombre de clubs à dix.
Le classement est établi sur l'ancien barème de points (victoire à 2 points, match nul à 1, défaite à 0).
Le départage final se fait selon les critères suivants :
- Le nombre de points.
- La différence de buts générale.
- La différence de buts particulière.
- Le nombre de buts marqué.

### Classement
| Rang | Équipe                  | Pts | J  | G  | N  | P  | Bp | Bc | Diff |
| ---- | ----------------------- | --- | -- | -- | -- | -- | -- | -- | ---- |
| 1    | Deportivo Saprissa (T)  | 41  | 30 | 16 | 9  | 5  | 53 | 23 | +30  |
| 2    | CS Cartagines           | 43  | 30 | 18 | 7  | 5  | 45 | 29 | +16  |
| 3    | LD Alajuelense          | 42  | 30 | 18 | 6  | 6  | 47 | 20 | +27  |
| 4    | CS Herediano            | 31  | 30 | 10 | 11 | 9  | 36 | 32 | +4   |
| 5    | Limón Northern          | 24  | 32 | 8  | 8  | 16 | 30 | 52 | -22  |
| 6    | AD Ramonense            | 27  | 32 | 11 | 5  | 16 | 40 | 57 | -17  |
| 7    | Deportivo México        | 28  | 32 | 8  | 12 | 12 | 35 | 43 | -8   |
| 8    | Universidad             | 18  | 32 | 5  | 8  | 19 | 34 | 54 | -20  |
| 9    | Municipal Turrialba (P) | 26  | 32 | 9  | 8  | 15 | 42 | 52 | -10  |

| Légende : Qualifications et relégations | Légende : Qualifications et relégations                  |
| --------------------------------------- | -------------------------------------------------------- |
|                                         | Coupe de la fraternité 1976 (en) (Phase de groupe)       |
|                                         | (T) : Tenant du titre (P) : Promu de la saison 1973-1974 |

## Bilan du tournoi
| Tableau d'Honneur |                    |
| Compétition       | Vainqueur          |
| Primera División  | Deportivo Saprissa |

| Qualifications continentales 1975-1976 |                                  |
| Coupe de la fraternité                 | Qualifiés                        |
| Phase de groupe (en)                   | Deportivo Saprissa CS Cartagines |

| Promotions et relégations   |                 |
| Relégué en Segunda División | Aucun           |
| Promu de Segunda División   | AD Guanacasteca |

## Statistiques

### Meilleur buteur
- Oscar Cordero (LD Alajuelense) 17 buts